# Erekoord KM
Erekoord KM is een Nederlands militair waarderingsonderscheidingsteken.
Net als bij het Commando Landstrijdkrachten en bij het Commando Luchtstrijdkrachten wordt bij het Commando Zeestrijdkrachten een erekoord ingevoerd. 
Militairen ontvangen het erekoord wanneer zij zich onderscheiden door bijzondere gedragingen, buitengewone inspanning, toewijding of loffelijk handelen. 
Het onderscheidingsteken bestaat uit een marineblauw met een gouddraad verweven koord, te dragen op de Rechterschouder. Anders als het koord van de KL en de KLu eindigt dit erekoord niet in een gouden nestelpen.
Het erekoord mag alleen gedragen worden op de blauwe of witte uniformjassen / (avond)baadjes / (tropen)hemden die deel uitmaken van het Ceremoniële Tenue (CT), Geklede Tenue (GKT), Avond Tenue (AT), Daagse Tenue (DT), Gala tenue van de Mariniers en het Concerttenue van de Mariniers.
De eerste 12 militairen ontvingen op 4 maart 2015 het nieuwe erekoord. Hieronder zijn vier onderofficieren van het Korps Mariniers die werken bij de Maritieme Special Forces: 
Bevoegd tot het uitreiken tot het Erekoord KM, is de Commandant Zeestrijdkrachten.